# Warack I
Warack I est un village de la commune de Nganha située dans la Région de l'Adamaoua et le département de la Vina au Cameroun.

## Population
Lors du recensement de 2005, on y a dénombré 198 habitants dont 87 de sexe masculin et 111 de sexe féminin.

## Climat
Nganha bénéficie d'un climat tropical avec une température moyenne de 23,62 °C. Le mois de mars est le plus chaud de l'année avec une température moyenne de 24,6 °C tandis que janvier est le mois le plus froid avec une température moyenne de 21,5 °C. Cependant, cette température peut diminuer jusqu'à atteindre 12,8 °C en décembre, comme elle peut s'élever à 31,5 °C en février.
Concernant les précipitations, on note une variation de 291 mm tout au long de l'année entre 221 mm en août et 0 mm en décembre.